# Prymkowo
Prymkowo (Prymków, Prenkowo) – nieoficjalna osada wsi Rybno w Polsce położona w województwie pomorskim, w powiecie wejherowskim, w gminie Gniewino.
Osada leży na zachodnim krańcu Puszczy Darżlubskiej, przy trasie obecnie zawieszonej wschodniej odnogi linii kolejowej (Wejherowo-Choczewo-Lębork) prowadzącej do przystanku końcowego o nazwie Elektrownia Jądrowa Żarnowiec. Do 1 września 1939 roku była osadą graniczną i znajdowała się po niemieckiej stronie granicy.
W latach 1975–1998 miejscowość należała administracyjnie do województwa gdańskiego.